# Patrimonio
Patrimonio (korziško Patrimoniu) je naselje in občina v francoskem departmaju Haute-Corse regije - otoka Korzika. Leta 1999 je naselje imelo 645 prebivalcev.

## Geografija
Kraj leži na skrajnem severu otoka Korzike na rtu Cap Corse, 16 km zahodno od središča Bastie.

## Uprava
Občina Patrimonio skupaj s sosednjimi občinami Barbaggio, Farinole, Oletta, Olmeta-di-Tuda, Poggio-d'Oletta, Saint-Florent in Vallecalle sestavlja kanton Conca-d'Oro s sedežem v Oletti. Kanton je sestavni del okrožja Calvi.
1. ↑  »Populations légales 2016«. Nacionalni inštitut za statistične in gospodarske raziskave. Pridobljeno 25. aprila 2019.